# Sibřina
Sibřina település Csehországban, a Kelet-prágai járásban. Sibřina Sluštice, Květnice, Křenice és Prága településekkel határos. Lakosainak száma 1119 fő (2024. január 1.).

## Népesség
A település lakosságának változását az alábbi diagram mutatja:
| Lakosok száma | 551  | 556  | 589  | 393  | 477  | 473  | 846  | 896  | 942  | 1119 |
|               | 1869 | 1890 | 1921 | 1950 | 1980 | 2001 | 2017 | 2019 | 2022 | 2024 |